# Sant Medir de Romanyà
Sant Mer i Sant Celdoni o Sant Medir de Romanyà és l'església parroquial de Romanyà d'Empordà veïnat del municipi de Pontós (Alt Empordà) protegida com a bé cultural d'interès local.

## Arquitectura
L'església de Sant Medir és un temple d'una sola nau amb absis semicircular. La façana és coberta d'arrebossat, la porta rectangular és dels segles XVII-XVIII i més amunt hi ha una obertura circular. A la dreta de la façana s'hi adossa una construcció rectangular que alberga l'escala d'accés al terrabastall.

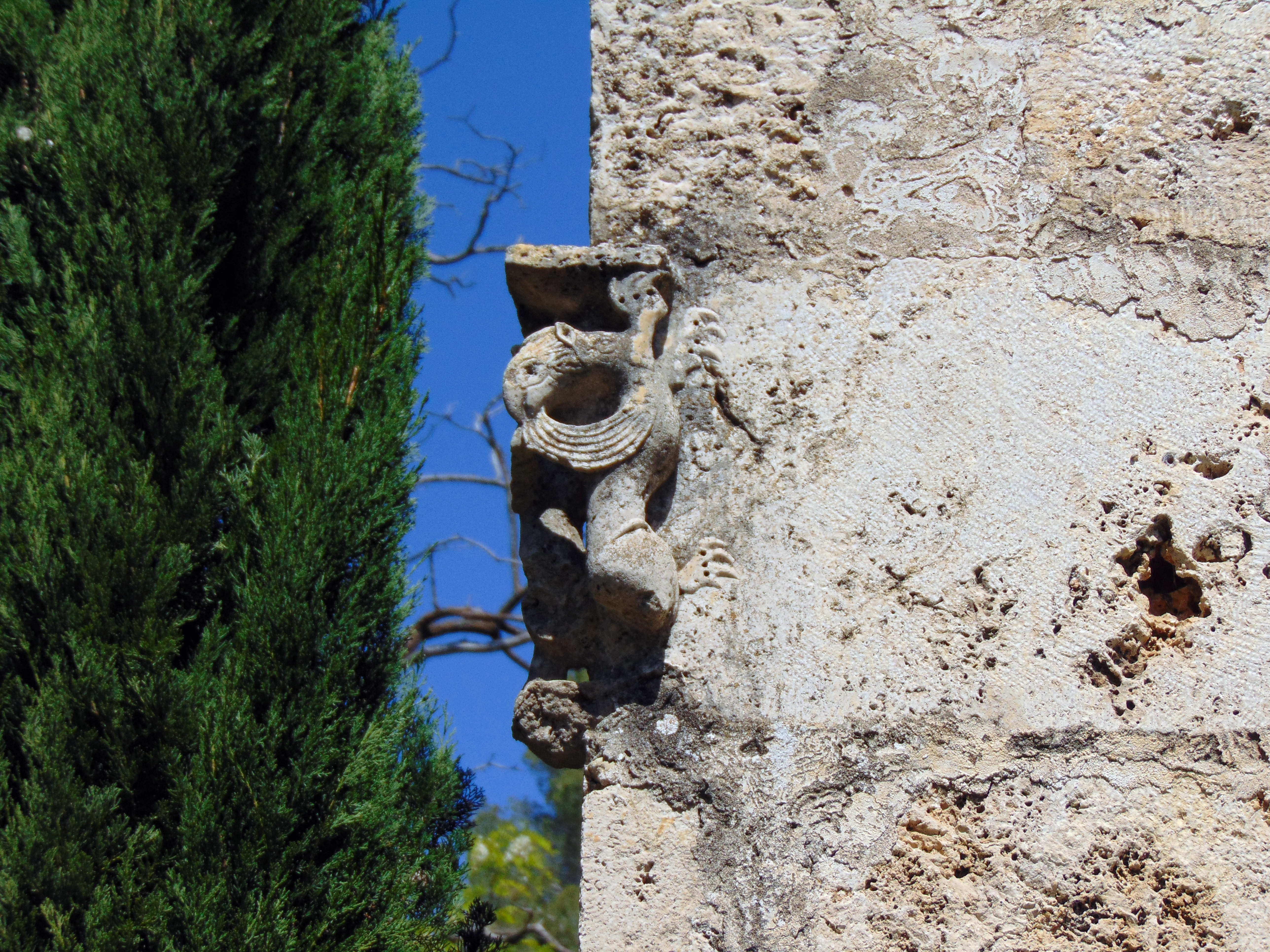
Carreu amb decoració romànica

 En una de les cantonades hi ha un carreu amb decoració esculpida, romànica. Al mur lateral hi ha dues finestres de doble esqueixada i arcs de mig punt, monolítics. La més occidental és decorada amb boles o semiesferes en relleu. A la part superior hi ha una cornisa incurvada. Al damunt s'alça un campanar de cadireta, de dos arcs.
L'absis té, al centre, una finestra de doble esqueixada i arcs de punt rodó. A l'exterior els arcs són dobles en degradació. L'interior del temple és totalment recobert en calç. Al presbiteri, la cornisa romànica, incorbada, ressegueix l'arc de la finestra.
Destaca de l'interior de l'església un capitell romànic que es col·locà sobre una columna de fusta que sosté el cor. En cada una de les seves cares hi ha restes humans amb trets deformes, en els angles hi ha caps de llop, i a la part inferior hi ha decoració vegetal.

## Història
Apareix documentada en un precepte del rei Carles el Simple del 14 de juny de l'any 899: "...villa quae dicitur Romagnano cum suis finibus et adjacentiis, et ecclesia ibidem sita in honore sancti Amaterii".
L'any 1017 passa a mans del monestir de Sant Pere de Camprodon, segons una butlla del papa Benet VIII a favor d'aquest cenobi.
Posteriorment, l'església apareix mencionada l'any 1280 en el Rationes decimarum. En el fogatjament de l'any 1358 apareix com a parròquia, així com en les relacions diocesanes del 1362 i de finals del segle xiv, i també en les publicades al segle xvii (1606 i 1691), sempre dins l'ardiaconat de Besalú.
Fins a la guerra Civil Espanyola, l'església comptava amb un retaule major dedicat als màrtirs Celdoni i Ermenter. L'advocació de sant Celdoni es feu en una època indeterminada.
L'any 1987, l'església estava en plena campanya de restauració per part dels serveis de la diputació de Girona.